# Товстоліс Дмитро Іванович
Дмитро́ Іва́нович Товстолі́с (* 8 вересня 1877, Чернігів — † 28 липня 1939) — український вчений у галузі лісівництва, теоретик лісопаркового господарства. Нащадок українського аристократичного роду Товстолісів, відомого з часів ВКЛ. 

## Життєпис
Закінчив Петербурзький лісничий інститут.
З 1912 року — професор на Стебутовських вищих жіночих сільськогосподарських курсах у Петербурзі.
З 1923 року — професор Білоруського сільськогосподарського інституту.
Від 1925 року професор кафедри лісової таксації в Київському сільськогосподарському інституті, пізніше — в Лісогосподарському інституті.
1932 року звинувачений в контрреволюційних поглядах, зазнав переслідувань.

## Науковий внесок
Автор праць з питань лісівництва, теорії приросту дерев і лісостанів. Розробив разом з Єв. Вотчалом метод організації тривалої підсочки сосни в умовах рубок догляду і систему лісопаркового господарства.
24 листопада 1927 року Український комітет охорони пам'яток природи (протокол Бюра № 43, параграф 5) видав проф. Товтолісу посвідчення постійного кореспондента Комітету по Київській окрузі.
1928 року створив посадку вільхи чорної на площі майже 5 га у Чорнобильському районі. 1968 року ця посадка оголошена ботанічною пам'яткою природи — Вільхові насадження професора Товстоліса.
Головна праця: «Дослід вивчення рубанок в лісовому господарстві» (1930).